# Jaguares de Córdoba Fútbol Club
Il Jaguares de Córdoba Fútbol Club è una società di calcio colombiana, con sede a Montería e fondata nel 2012.

## Palmarès

### Competizioni nazionali
- Categoría Primera B: 1

2014

## Organico

### Rosa 2019
| N. |                      | Ruolo | Calciatore              |
| -- | -------------------- | ----- | ----------------------- |
| 1  | Colombia (bandiera)  | P     | José Escobar (capitano) |
| 2  | Colombia (bandiera)  | D     | Kevin Riascos           |
| 3  | Colombia (bandiera)  | D     | Leonardo Escorcia       |
| 5  | Colombia (bandiera)  | C     | Yulián Anchico          |
| 8  | Colombia (bandiera)  | A     | Wilson Morelo           |
| 9  | Argentina (bandiera) | A     | Pablo Bueno             |
| 10 | Colombia (bandiera)  | C     | Harrison Mojica         |
| 11 | Colombia (bandiera)  | A     | Sergio Romero           |
| 12 | Colombia (bandiera)  | P     | Róbinson Zapata         |
| 13 | Colombia (bandiera)  | A     | Wilder Guisao           |
| 16 | Venezuela (bandiera) | C     | Ronaldo Lucena          |
| 17 | Colombia (bandiera)  | C     | Vicente Prado           |
| 18 | Colombia (bandiera)  | D     | Israel Alba             |
| 20 | Colombia (bandiera)  | C     | Fabián Mosquera         |
| 22 | Colombia (bandiera)  | P     | Edwin Ortega            |

| N. |                      | Ruolo | Calciatore          |
| -- | -------------------- | ----- | ------------------- |
| 23 | Colombia (bandiera)  | A     | Jefferson Cuero     |
| 24 | Uruguay (bandiera)   | D     | Emanuel Hernández   |
| 25 | Colombia (bandiera)  | A     | Juan Daniel Silgado |
| 26 | Colombia (bandiera)  | A     | Darwin López        |
| 29 | Colombia (bandiera)  | C     | Sebastián Ayala     |
|    | Colombia (bandiera)  | D     | Miller Mosquera     |
|    | Colombia (bandiera)  | D     | Janer Ordóñez       |
|    | Colombia (bandiera)  | C     | Braison Cardona     |
|    | Venezuela (bandiera) | C     | Diomar Díaz         |
|    | Colombia (bandiera)  | C     | Harold Estupiñán    |
|    | Colombia (bandiera)  | C     | Roger Lemus         |
|    | Colombia (bandiera)  | A     | Cristian Echavarría |
|    | Colombia (bandiera)  | A     | Stiwar García       |